# Premonition (filme de 2004)
Premonition (no Brasil, O Terror da Premonição) é um filme de terror e suspense do Japão de 2004, baseado em um Mangá homônimo e dirigido por Norio Tsuruta, diretor dos filmes The Grudge e The Grudge 2.

## Sinopse
Ao dirigir no campo com sua esposa e sua filha, Hideki para e entra em uma cabine telefônica. Lá, descobre um jornal velho com a foto de sua filha e um artigo que descreve sua morte em um acidente de trânsito. Com uma horrível premonição, testemunha a colisão de seu carro exatamente como fora descrito na matéria. Aflito, torna-se obcecado em descobrir o mistério do jornal. Embora tente encontrar sua sanidade, é assombrado por visões de desastrosos eventos em sua comunidade. Quando recebe um outro jornal misterioso com um artigo que fala da terrível morte de uma jovem estudante, tenta fazer de tudo para salvá-la da morte e se salvar também...

## Elenco
- Hiroshi Mikami - Hideki Satomi
- Noriko Sakai - Ayaka Satomi
- Hana Inoue - Nana Satomi
- Maki Horikita - Sayuri Wakakubo
- Mayumi Ono - Misato Miyamoto
- Kei Yamamoto - Rei Kigata
- Kazuko Yoshiyuki - Satoko Mikoshiba